# Antonio José Almeyra
Antonio José Almeyra fue un médico argentino del siglo XIX.

## Biografía
Antonio José Almeyra nació en la ciudad de Buenos Aires en abril de 1831, hijo del médico argentino Francisco de Paula Almeyra y de María de la Trinidad Demaría Escalada
Se doctoró en 1852 en la Facultad de Ciencias Médicas de la Universidad de Buenos Aires con una tesis sobre las enfermedades de la boca, pero al poco tiempo dejó el ejercicio de su profesión, abocándose a las tareas rurales en su estancia del partido de Navarro.
Sin embargo, al producirse la epidemia de cólera de 1868, retomó su profesión para acudir en auxilio de la población afectada.
Fue uno de los miembros fundadores de la Sociedad Rural Argentina y ocupó su secretaría en dos períodos: entre 1876 y 1877 (presidencia de Emilio Duportal) y entre los años 1885 y 1887.
Falleció en la ciudad de Buenos Aires el 22 de noviembre de 1909.
Había casado con Gabriela Potter.
Era hermano de Juan José Almeyra, también médico destacado.